# Irama

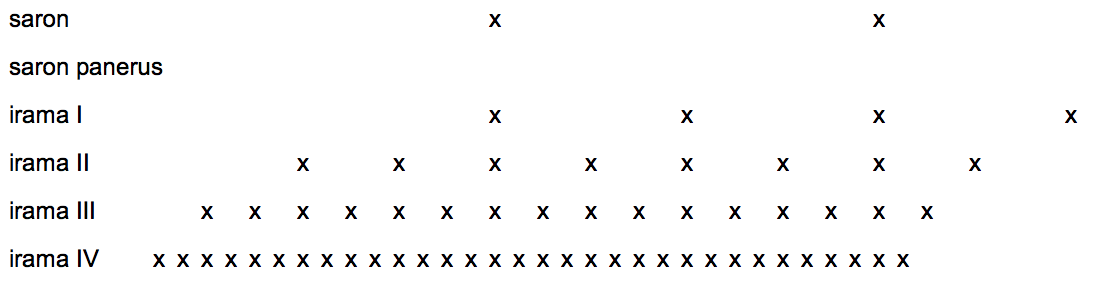
Relació entre les notes del saron i les del saron panerus en els diferents irames.

"Irama" és el terme que s'utilitza per descriure la densitat rítmica en la música per a gamelan. S'utilitza sobretot en música de gamelan javanès, per indicar el tempo melòdic i les relacions rítmiques entre el balungan, els instruments d'elaboració i els gongs. Es diferencia del tempo (en javanès: Laya) en el fet que cada Irama es pot interpretar a diferents tempos Així, la idea darrere l'Irama és la combinació dels conceptes de "velocitat del flux temporal" i de "densitat rítmica"; on el segon és el que pren més importància.
Una manera de pensar en l'Irama és fixar-se en l'instrument més estable del gamelan: el saron panerus (o peking). En algunes ocasions, les notes d'aquest instrument coincideixen rítmicament amb les del balungan (coincidint també amb el saron barung). Quan les notes del balungan estan més separades en el temps, el saron panerus passa a doblar o fins i tot quadruplicar el ritme; es diu llavors que l'Irama és més lent. En general, a més dispersió de les notes del balungan, més notes entren dins els cicles del gong ageng.

Hi ha cinc Irames:
| Número d'Irama | Nom de l'Irama       | Relació de notes entre el saron panerusi i el balungan |
| -------------- | -------------------- | ------------------------------------------------------ |
| 1/2            | Irama lancar         | 1                                                      |
| I              | Irama tanggung       | 2                                                      |
| II             | Irama dados (o dadi) | 4                                                      |
| III            | Irama wilet          | 8                                                      |
| IV             | Irama rangkep        | 16                                                     |

En Irames més lents hi ha més espai per emplenar, i és llavors quan els instruments d'elaboració prenen més importància.
Cada Irama es pot interpretar a tres Layes ("tempos") diferents: 
- Seseg ("ràpid"),
- Sedeng ("intermedi")
- Tamban ("lent").

És habitual que un canvi de Laya marqui una nova secció de l'obra.

## Exemple en música javanesa
En gamelan javanès, les estructures rítmiques es basen en ritmes de dos o quatre temps, com passa habitualment en música occidental. La diferència es troba en els accents de cada temps dins el conjunt: en música javanesa, l'últim temps és el més important i el segon temps es considera també un temps fort. Per exemple, el bonang pot coincidir amb el gong:				 
				 N----N----N----(N)				 
				 I els instruments balungan (X) poden prendre diferents relacions (irames) respecte el bonang (N):				 				 				 
Irama ràpid:				 
				 ---N----N-------N-----N
				 X-X-X-X----X-X-X-(X)				 				 				 
Irama intermedi:				 
				 ---------N-------------N-------------N--------------N
				 X-X-X-X----X-X-X-X----X-X-X-X----X-X-X-(X)				 				 				 
Irama lent:				 
				 -----------------------N---------------------------N---------------------------N---------------------------N
				 X X X X----X X X X----X X X X----X X X X----X X X X----X X X X----X X X X----X X X (X)